# Vittorio Storaro
Vittorio Storaro (Roma, 24 giugno 1940) è un direttore della fotografia italiano, vincitore di tre premi Oscar, per Apocalypse Now, Reds e L'ultimo imperatore.

## Biografia
Nato a Roma il 24 giugno del 1940, figlio di un proiezionista della Lux Film, già all'età di 11 anni comincia a studiare fotografia presso l'istituto Tecnico di Roma "Duca d'Aosta" e successivamente al Centro Sperimentale di Cinematografia. Esordì nel mondo del cinema nel 1968 con Giovinezza, giovinezza, di Franco Rossi, primo film che gli dette modo di esprimersi completamente inserendo in esso tutti quei concetti cinematografici che gli sono propri, come un'impronta digitale della sua visione fotografico-figurativa. 
Fu chiamato da allora da registi importanti come Luigi Bazzoni, Giuseppe Patroni Griffi, Fabio Carpi, Giuliano Montaldo, Salvatore Samperi, Luca Ronconi, Bernardo Bertolucci, Francis Ford Coppola, Woody Allen e Warren Beatty, che lo hanno portato ad una maturazione sempre più approfondita dello stile cinematografico che gli ha permesso nel tempo una sempre più cosciente ricerca sulle possibilità creative luministiche dell'immagine.
In oltre 50 anni di carriera ha ricevuto numerosi riconoscimenti sempre in ambito cinematografico, ai David di Donatello, i premio BAFTA, i premi Goya. Nel 1980 vinse il suo primo Oscar alla miglior fotografia per il film Apocalypse Now. Ne vincerà poi altri due nel 1982 e nel 1988 per i rispettivi film Reds e L'ultimo imperatore. Ha ricevuto anche 4 lauree honoris causa dall'Università di Łódź, dalle Accademie di Belle Arti di Macerata e Brera e dalla facoltà di sociologia dell'Università di Urbino.

## Filmografia

### Cortometraggi
- Etruscologia, regia di Giancarlo Romitelli (1961)
- L'urlo, regia di Camillo Bazzoni (1966)
- Il labirinto, regia di Silvio Maestranzi (1966)
- Sortilegio, regia di Luigi Bazzoni (1966)
- Sirtaki, regia di Luigi Bazzoni (1966)
- Rapporto segreto, regia di Camillo Bazzoni (1967)
- Dolce alloggio, regia di Jean Pierre Alias (1968)
- I grandi naif jugoslavi, regia di Luigi Bazzoni (1973)
- Arlecchino, regia di Giuliano Montaldo (1983)
- Le ombre, regia di Gian Maria Volonté (1983)
- Captain EO, regia di Francis Ford Coppola (1986)
- Le cose che hai amato di più, regia di Gaetano Morbioli (2001)
- YOU CAN Do it, regia di Thomas Krygier (2002)

### Lungometraggi
- Giovinezza giovinezza, regia di Franco Rossi (1969)
- Delitto al circolo del tennis, regia di Franco Rossetti (1969)
- L'uccello dalle piume di cristallo, regia di Dario Argento (1970)
- Strategia del ragno, regia di Bernardo Bertolucci (1970)
- Il conformista, regia di Bernardo Bertolucci (1970)
- Giornata nera per l'ariete, regia di Luigi Bazzoni (1971)
- Addio fratello crudele, regia di Giuseppe Patroni Griffi (1971)
- Corpo d'amore, regia di Fabio Carpi (1972)
- Ultimo tango a Parigi, regia di Bernardo Bertolucci (1972)
- Malizia, regia di Salvatore Samperi (1973)
- Blu Gang - E vissero per sempre felici e ammazzati, regia di Luigi Bazzoni (1973)
- Giordano Bruno, regia di Giuliano Montaldo (1973)
- Identikit, regia di Giuseppe Patroni Griffi (1974)
- Le orme, regia di Luigi Bazzoni e Mario Fanelli (1974)
- Novecento, regia di Bernardo Bertolucci (1976)
- Scandalo, regia di Salvatore Samperi (1976)
- La luna, regia di Bernardo Bertolucci (1979)
- Apocalypse Now, regia di Francis Ford Coppola (1979)
- Il segreto di Agatha Christie (Agatha), regia di Michael Apted (1979)
- Reds, regia di Warren Beatty (1981)
- Un sogno lungo un giorno (One from the Heart), regia di Francis Ford Coppola (1982)
- Ladyhawke, regia di Richard Donner (1985)
- Ishtar, regia di Elaine May (1987)
- L'ultimo imperatore, regia di Bernardo Bertolucci (1987)
- Tucker - Un uomo e il suo sogno, regia di Francis Ford Coppola (1988)
- New York Stories, episodio La vita senza Zoe (Life without Zoe) diretto da Francis Ford Coppola (1989)
- Il tè nel deserto, regia di Bernardo Bertolucci (1990)
- Dick Tracy, regia di Warren Beatty (1990)
- Writing with Light: Vittorio Storaro - documentario (1992)
- Piccolo Buddha, regia di Bernardo Bertolucci (1993)
- Roma imago urbis, regia di Luigi Bazzoni (1994)
- Flamenco, regia di Carlos Saura (1995)
- Taxi, regia di Carlos Saura (1996)
- Tango (Tango, no me dejes nunca), regia di Carlos Saura (1998)
- Bulworth - Il senatore (Bulworth), regia di Warren Beatty (1998)
- Goya (Goya en Burdeos), regia di Carlos Saura (1999)
- Ho solo fatto a pezzi mia moglie (Picking Up the Pieces), regia di Alfonso Arau (2000)
- Mirka, regia di Rachid Benhadj (2000)
- Zapata - Il sogno dell'eroe (Zapata - El sueño del héroe), regia di Alfonso Arau (2004)
- L'esorcista - La genesi (Exorcist: The Beginning), regia di Renny Harlin (2004)
- Dominion: Prequel to the Exorcist, regia di Paul Schrader (2005)
- Ciro, episodio di All the Invisible Children, regia di Stefano Veneruso (2005)
- Io, Don Giovanni, regia di Carlos Saura (2006/8)
- Flamenco Flamenco, regia di Carlos Saura (2009)
- L'imbroglio nel lenzuolo, regia di Alfonso Arau (2009)
- Profumi d'Algeri (Parfums d'Alger), regia di Rachid Benhadj (2010)
- Muḥammad: Rasūl Allāh, regia di Majid Majidi (2015)
- Café Society, regia di Woody Allen (2016)
- La ruota delle meraviglie - Wonder Wheel (Wonder Wheel), regia di Woody Allen (2017)
- Un giorno di pioggia a New York (A Rainy Day in New York), regia di Woody Allen (2019)
- Rifkin's Festival, regia di Woody Allen (2020)
- Un colpo di fortuna - Coup de chance (Coup de Chance), regia di Woody Allen (2023)

### Televisione
- Il latitante (1967) - come operatore
- Il tuttofare (1967) - come operatore
- Il grande maestro (1967) - come operatore
- Totò Ye Ye (1967) - come operatore
- Eneide, regia di Franco Rossi (1971)
- Orlando furioso, regia di Luca Ronconi (1975)
- Wagner, regia di Tony Palmer (1983)
- Pietro il Grande (Peter the Great), miniserie tv, regia di Marvin J. Chomsky e Lawrence Schiller (1986)
- Tosca, regia di Brian Large (1992)
- La traviata a Paris, regia di Pierre Cavassilas e Giuseppe Patroni Griffi (2000)
- Dune - Il destino dell'universo (Frank Herbert's Dune), regia di John Harrison (2000)
- Caravaggio, regia di Angelo Longoni (2006)
- Rigoletto a Mantova, regia di Marco Bellocchio (2010)
- Stanotte a..., regia di Gabriele Cipollitti (2018) - come ospite

## Teatro
- Kathchen Von Hellbronn, regia di Luca Ronconi (1972)
- Orestea (di Eschilo), regia di Luca Ronconi (1973)

## Riconoscimenti
Oltre a tre premi Oscar ed innumerevoli riconoscimenti, nel 2005 ha ricevuto il Ciak di Corallo premio alla carriera dell'Ischia Film Festival. Nel giorno dell'ottantesimo anniversario di fondazione della città razionalista di Sabaudia, il 15 aprile 2014 ha ricevuto la cittadinanza. Il 29 maggio 2018 riceve il Nastro Cinema Internazionale per la fotografia del film di Woody Allen La ruota delle meraviglie - Wonder Wheel.

### Premio Oscar
- 1980 - Migliore fotografia per Apocalypse Now
- 1982 - Migliore fotografia per Reds
- 1988 - Migliore fotografia per L'ultimo imperatore (The Last Emperor)
- 1991 - nominato a Migliore fotografia per Dick Tracy

### BAFTA
- 1980 - nominato a migliore fotografia per Apocalypse Now
- 1983 - nominato a migliore fotografia per Reds
- 1989 - nominato a migliore fotografia per L'ultimo imperatore (The Last Emperor)
- 1991 - Migliore fotografia per Il tè nel deserto (The Sheltering Sky)

### Festival di Cannes
- 1998 - Grand Prix tecnico per Tango

### David di Donatello
- 1988 - Migliore autore della fotografia per L'ultimo imperatore (The Last Emperor)
- 2009 - nominato a migliore autore della fotografia per Caravaggio

### European Film Awards
- 2000 - Miglior fotografia per Goya (Goya en Burdeos)

### Premio Flaiano
- 2002 - Premio alla carriera
- 2018 - Miglior fotografia per La ruota delle meraviglie - Wonder Wheel

### Ciak d'oro
- 1988 - Migliore fotografia per L'ultimo imperatore (The Last Emperor)[3]
- 1991 - Migliore fotografia per Il tè nel deserto (The Sheltering Sky)[3]

### Globo d'oro
- 2000 - nominato a miglior fotografia per Mirka

### Premio Goya
- 1996 - nominato a miglior fotografia per Flamenco
- 1999 - nominato a miglior fotografia per Tango (Tango, no me dejes nunca)
- 2000 - Miglior fotografia per Goya (Goya en Burdeos)

### Nastro d'argento
- 1970 - Migliore fotografia in bianco e nero per Giovinezza, giovinezza
- 1972 - nominato a migliore fotografia per Addio fratello crudele
- 1988 - Migliore fotografia per L'ultimo imperatore (The Last Emperor)
- 1991 - Migliore fotografia per Il tè nel deserto (The Sheltering Sky)
- 1994 - Migliore fotografia per Piccolo Buddha (Little Buddha)
- 1999 - Migliore fotografia per Tango (Tango, no me dejes nunca)
- 2008 - alla carriera
- 2018 - Nastro Cinema Internazionale per La ruota delle meraviglie - Wonder Wheel (Wonder Wheel)

### Le Giornate della Luce
- 2024 - Quarzo D’Oro alla carriera

### Locarno Festival
- 2005 - Excellence Award

Premio Nazionale Toson D'Oro di Vespasiano Gonzaga
- 2021 - Settima Edizione

Premio Cinema Industria
- 2023 - Premio Cinema Industria ad honorem[4][5]